# Jos Gieskens

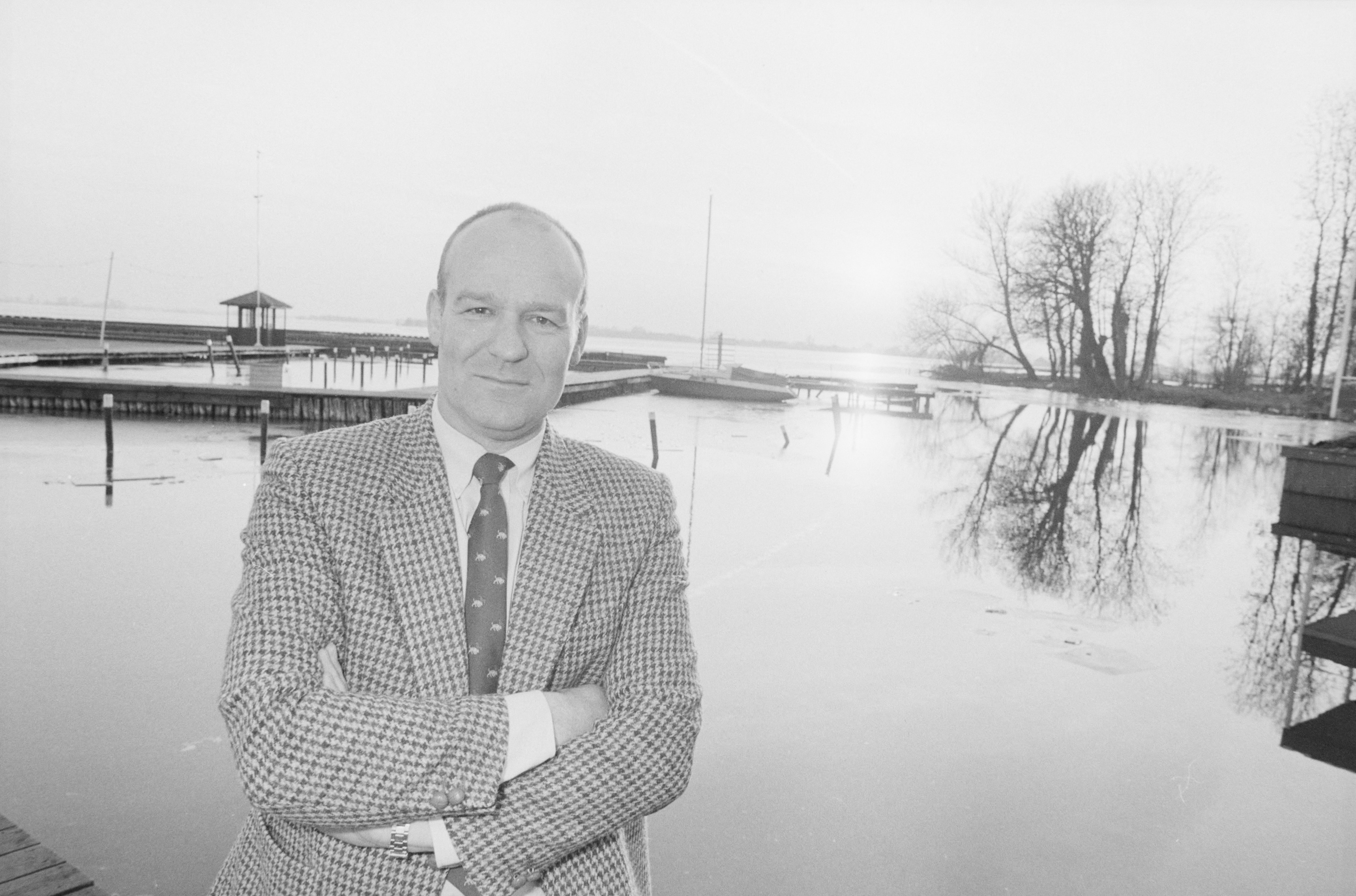
Jos Gieskens in 1987

J.J. (Jos) Gieskens (ca. 1943) is een Nederlands politicus van de VVD.
Hij was militair maar ging later de lokale politiek in. In 1982 werd hij wethouder in Hilversum en op 1 januari 1985 volgde zijn benoeming tot burgemeester van Loosdrecht als indirect opvolger van de in mei 1984 overleden M.K. van Langeveld-Berkel. Op 1 januari 2002 ging die gemeente op in de nieuwe gemeente Wijdemeren en een maand later werd Gieskens de waarnemend burgemeester van Loenen wat hij zou blijven tot oktober 2004 toen hij vervroegd met pensioen ging.